# Maximilian Lambertz
Maximilian Lambertz (* 27. Juli 1882 in Wien, Österreich-Ungarn; † 26. August 1963 in Markkleeberg, DDR) war ein österreichischer Albanologe.

## Biografie
In den Jahren 1900 bis 1905 studierte er vergleichende Sprachwissenschaft und Altphilologie an der Universität Wien und wurde 1906 mit einer Dissertation über Die griechischen Sklavennamen promoviert. Ein staatliches Stipendium ermöglichte es ihm, Italien und Griechenland zu bereisen, wo er, als er die Gespräche von Fischern aus Attika und Hirten aus Theben belauschte, zum ersten Mal die Gelegenheit hatte, das Albanische zu hören. Nach seiner Rückkehr wurde er Schullehrer am Bundesgymnasium in Wien, wechselte aber 1907 nach München über, wo er Mitarbeiter am Thesaurus Linguae Latinae wurde. Im Jahre 1911 kehrte er nach Wien zurück und nahm seine Laufbahn als Schullehrer wieder auf. Seine erste Veröffentlichung im Bereich der Albanologie – zusammen mit Georg Pekmezi – war ein Lehr- und Lesebuch des Albanischen (Wien 1913). In den Jahren 1913 und 1914 bereiste er für je einige Wochen Süditalien, um die dort gesprochenen albanischen Mundarten zu erforschen. Insbesondere widmete er sich den weniger bekannten nördlichen Dialekten des Arbëresh (IPA: [ar'bəreʃ]), und zwar in den Abruzzen und in Molise, vor allem der Mundart von Villa Badessa (in Arbëresh: Badhesa). Auf dieser Reise entstand eine erste Fotosammlung.
Vom Mai bis Juli 1916 bereiste Max Lambertz im Rahmen einer Expedition der Balkankommission der Österreichischen Akademie der Wissenschaften zum ersten Mal Nord- und Mittelalbanien, um sich wissenschaftlich mit der albanischen Sprache und der Folklore zu beschäftigen. Auf dieser Reise besuchte er Gruda, Shkodra, Lezha, Kruja, Tirana, Durrës, das Kir-Tal, Shoshi, Shala, die Täler des Drin und der Valbona und insbesondere die Mirdita, wo er sich der dortigen Mundart widmete und Folklorematerial sammelte. Auf dieser Reise wurden einige einmalige Fotoaufnahmen gemacht. Im Dezember 1916 kehrte er nach Albanien zurück, diesmal mit den k.u.k.-Truppen, die im Rahmen der Weltkrieges Nord- und Mittelalbanien besetzt hatten. Er wurde mit der Leitung des albanischen Schulsystems beauftragt und wurde als erster Ausländer Mitglied der Albanischen Literarischen Kommission, die von den k.u.k.-Behörden eingesetzt worden war, um eine für das Schulwesen normierte Standardsprache zu schaffen. In Shkodra war er zusammen mit Gjergj Fishta Redakteur der Zeitung Posta e Shypnisë (Die Albanische Post. 1916–1918), in der er einige Beiträge veröffentlichte. Das von ihm gesammelte Volkskundematerial wurde im Band Volkspoesie der Albaner: eine einführende Studie (Sarajevo 1917) veröffentlicht.
Nach dem Krieg kehrte Lambertz nach Österreich zurück, wo er bis 1934 unterrichtete. Gleichzeitig verfasste er Bücher und Artikel zu den verschiedensten Aspekten albanischer Kultur, insbesondere zur Volkskunde. Nachdem er 1934 nach der Machtübernahme von Engelbert Dollfuß als langjähriges Mitglied der Österreichischen Sozialdemokratischen Partei aus dem Schuldienst scheiden musste, schrieb er sich im Alter von dreiundfünfzig Jahren wieder an der Universität ein und studierte diesmal evangelische Theologie, doch wurde seine Dissertation von der Fakultät aus rassischen Gründen abgelehnt, weil seine Mutter einer jüdischen Familie entstammte. Im Jahre 1939 siedelte Lambertz nach München um, wo er wieder bis zum Jahre 1942 am Thesaurus arbeitete. Im Jahre 1943 ging er nach Leipzig, wo er an der Leipziger Fremdsprachenschule Französisch und Italienisch unterrichtete und an Paulys Realencyclopädie der classischen Altertumswissenschaft mitarbeitete.
Im Juni 1945, wurde er, nachdem er sich der Kommunistischen Partei angeschlossen hatte, Direktor der Leipziger Fremdsprachenschule und im Oktober 1946 Ordinarius für vergleichende Sprachwissenschaft und bis 1949 Dekan der neuen Pädagogischen Fakultät der Karl-Marx-Universität. Bis zu seiner Emeritierung im Jahre 1957 war er auch Direktor des Indogermanischen Instituts.
Lambertz besuchte Albanien im Juni 1954 und im Jahre 1957. Auch nach dem Bruch der engen politischen Beziehungen zwischen Albanien und dem Warschauer Pakt weigerte er sich, seine Verbindungen mit dem Lande völlig aufzugeben. An Empfängen der albanischen Botschaft in Ostberlin nahm er weiterhin teil, was damals politisch nicht unbedenklich war.
Als Ordinarius für vergleichende Sprachwissenschaft an der Universität Leipzig wohnte Lambertz mit seiner Ehefrau Josepha in einer Villa im nahe gelegenen Markkleeberg. Er starb am 26. August 1963 und wurde auf dem Döblinger Friedhof in Wien begraben.

## Eigene Veröffentlichungen
- Die griechischen Sklavennamen. Wien 1907–1908.
  - 1. Teil. 1907. In: LVII. Jahresbericht über das k. k. Staatsgymnasium im VIII. Bezirke Wiens für das Schuljahr 1906/1907. Digitalisat
  - 2. Teil. 1908. In: LVIII. Jahresbericht über das k. k. Staatsgymnasium im VIII. Bezirke Wiens für das Schuljahr 1907/1908. Digitalisat
- Albanische Märchen und andere Texte zur albanischen Volkskunde. Wien 1922.
- Zwischen Drin und Vojusa: Märchen aus Albanien. Leipzig 1922.
- Gjergj Fishta und das albanische Heldenepos "Lahuta e Malcís," Laute des Hochlandes: eine Einführung in die albanische Sagenwelt. Leipzig 1949.
- Die geflügelte Schwester und die Dunklen der Erde: albanische Volksmärchen. Eisenach 1952.
- Albanien erzählt: ein Einblick in die albanische Literatur. Berlin 1956.
- Die Volksepik der Albaner. Halle 1958.
- Gjergj Fishta: Die Laute des Hochlandes. übersetzt, eingeleitet und mit Anmerkungen versehen, im Auftrag des Südost-Institutes München herausgegeben von Fritz Valjavec, Verlag R. Oldenbourg, München 1958.